# Leucania calorica
Leucania calorica är en fjärilsart som beskrevs av Emilio Berio 1974. Leucania calorica ingår i släktet Leucania och familjen nattflyn. Inga underarter finns listade i Catalogue of Life.